# Suuresadama
Suuresadama (Duits: Tiefenhafen) is een plaats in de Estlandse gemeente Hiiumaa, provincie Hiiumaa. De plaats heeft de status van dorp (Estisch: küla).
Tot in oktober 2017 behoorde Suuresadama tot de gemeente Pühalepa. In die maand werd Pühalepa bij de fusiegemeente Hiiumaa gevoegd.

## Bevolking
Het dorp had 8 inwoners op 31 december 2011 en 10 inwoners op 31 december 2021.

## Ligging
De plaats ligt aan de noordoostkust van het eiland Hiiumaa en bezit een haven. Op het grondgebied van het dorp ligt het meer Hopi järv (8,3 ha).

## Haven
Het dorp Suuresadama ontleent zijn naam aan de haven Suursadam (‘grote haven’, in het Duits Tiefenhafen, net als het dorp, en in het Zweeds Djuphamn; de Duitse en de Zweedse naam betekenen ‘diepe haven’). De haven werd voor het eerst genoemd in 1593, maar was vermoedelijk al eerder in gebruik. In de tijd van het Hertogdom Estland (1561-1721) liep het grootste deel van het scheepvaartverkeer tussen Zweden, het moederland van het hertogdom, en Hiiumaa over deze haven. In de tijd dat Jakob De la Gardie (1583-1652) een groot deel van Hiiumaa in handen had, kreeg Suursadam een scheepswerf, die bleef bestaan tot in de jaren veertig van de 20e eeuw, al was het belang van de werf in de late 19e eeuw al sterk verminderd. De havens van Kärdla en Heltermaa hadden Suursadam overvleugeld. In de laatste twintig jaar dat de werf bestond werden er alleen nog vissersschepen gebouwd. Wel heeft de haven nog steeds een scheepsreparatiebedrijf. In 1638 kreeg Suursadam ook een douanepost.
In 1848 liep in Suursadam de bark Hioma van stapel, gebouwd in opdracht van Heinrich Georg Eduard von Ungern-Sternberg, grootgrondbezitter op Hiiumaa. In 1854 was de Hioma het eerste in Estland gebouwde schip dat rond Kaap Hoorn voer. Het verging in december 1857 in een storm voor de kust van Riguldi (nu in de gemeente Lääne-Nigula).

## Geschiedenis
De haven van Suuresadama werd voor het eerst genoemd in 1593 onder de naam Serle ham (van het Zweedse hamn, haven), ‘haven van Sääre’. Sääre is het zuidelijke buurdorp. Suuresadama viel gedurende het grootste deel van zijn bestaan onder Sääre. Alleen in 1945 werd Suuresadama even als zelfstandig dorp genoemd; daarna hoorde het tot in 1997 weer bij Sääre. In dat jaar kreeg Suuresadama de status van zelfstandig dorp.

## Foto's

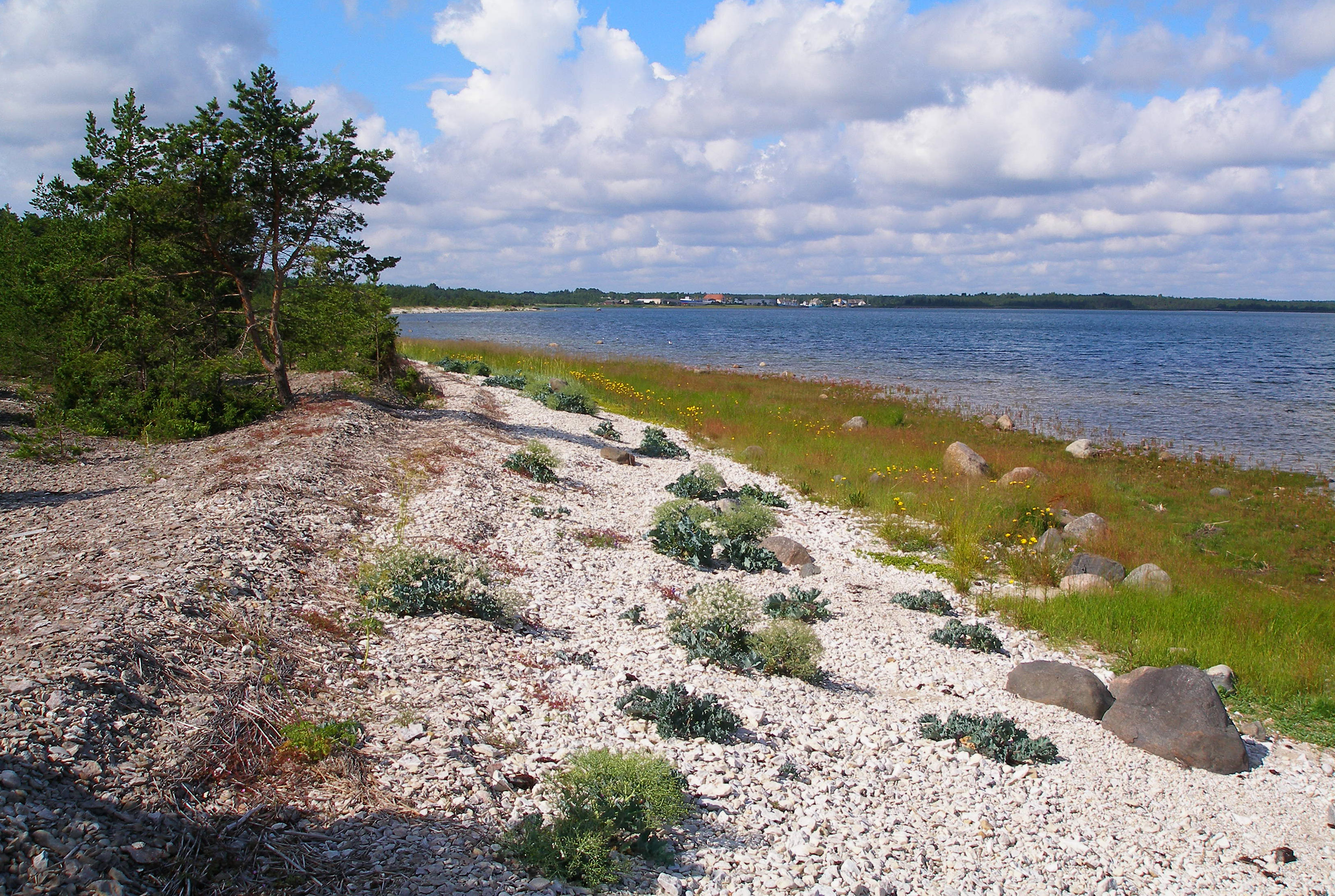
De kust bij het dorp
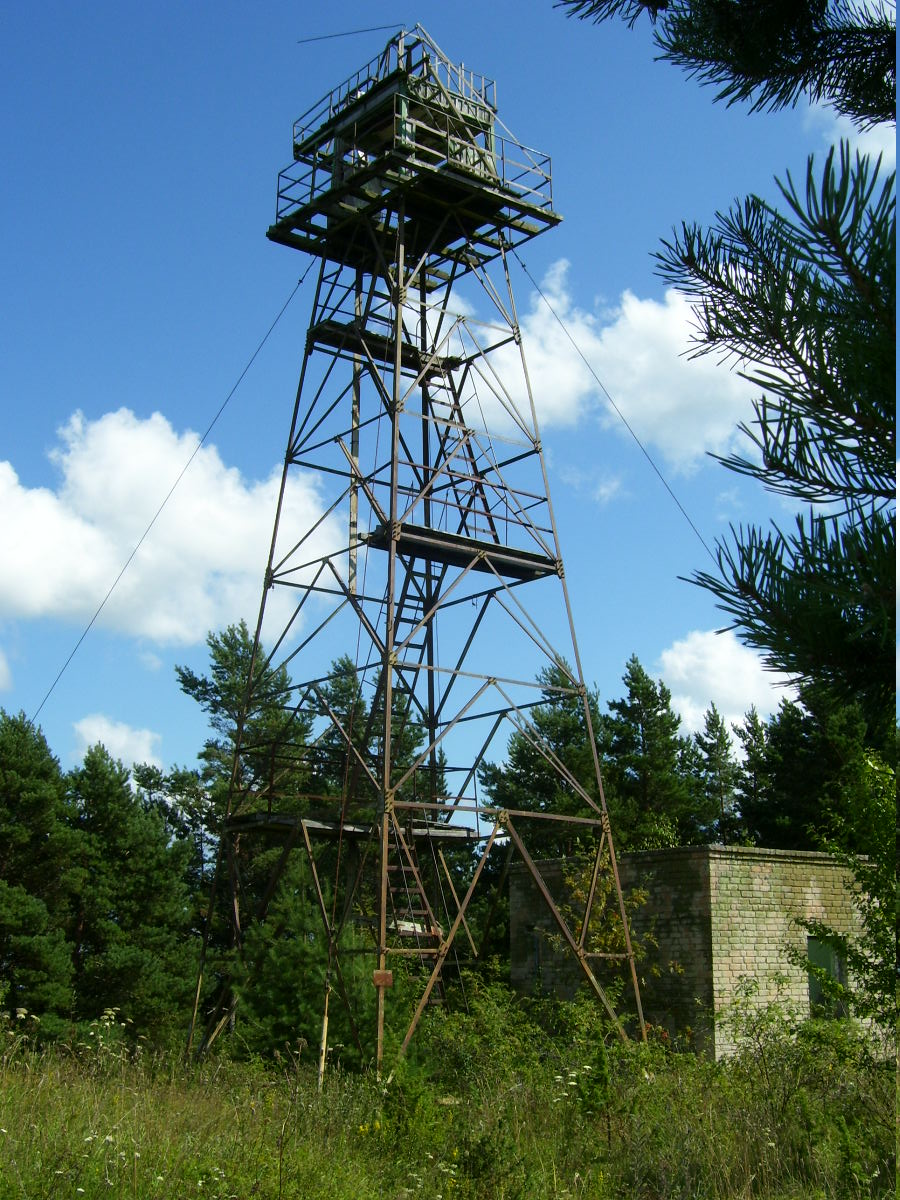
Uitkijktoren bij de kust
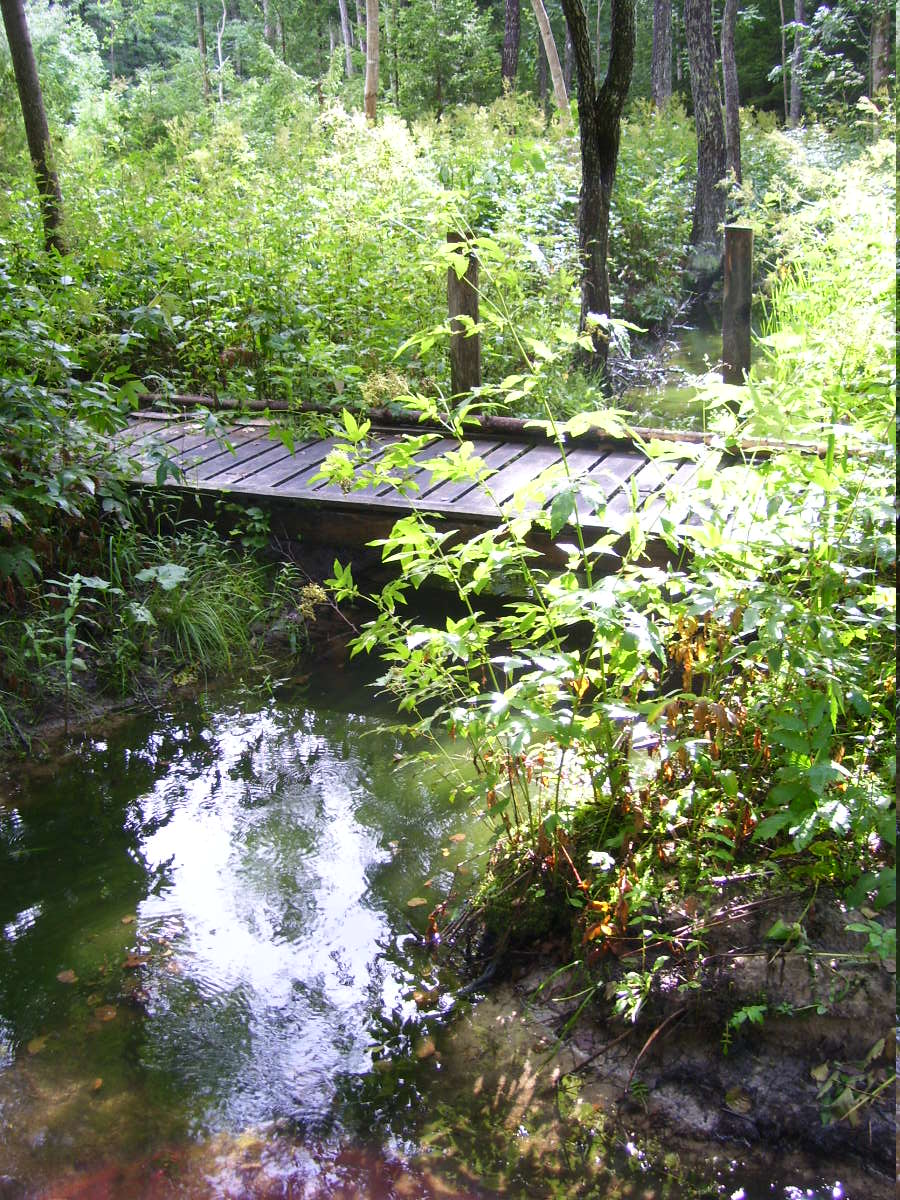
Het beekje Partsi oja
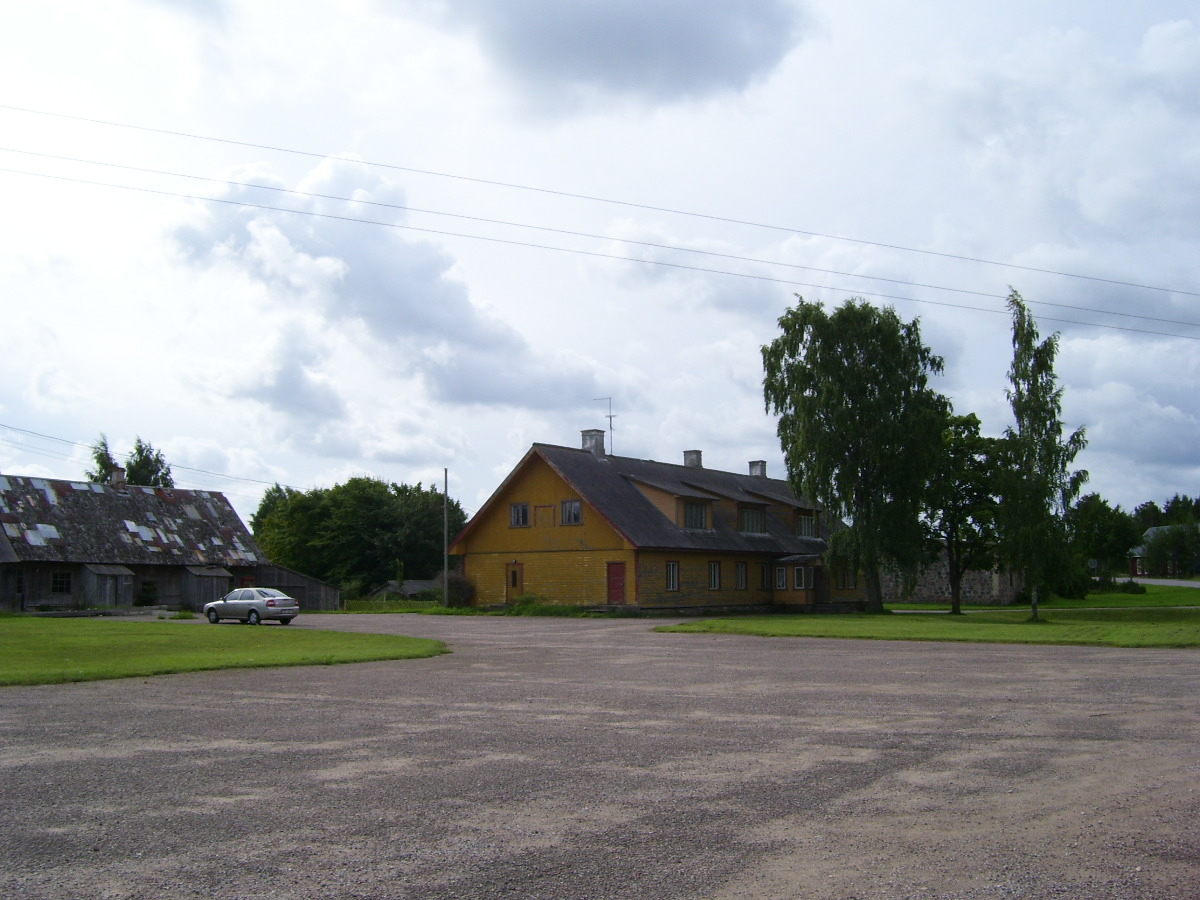
Dorpsplein
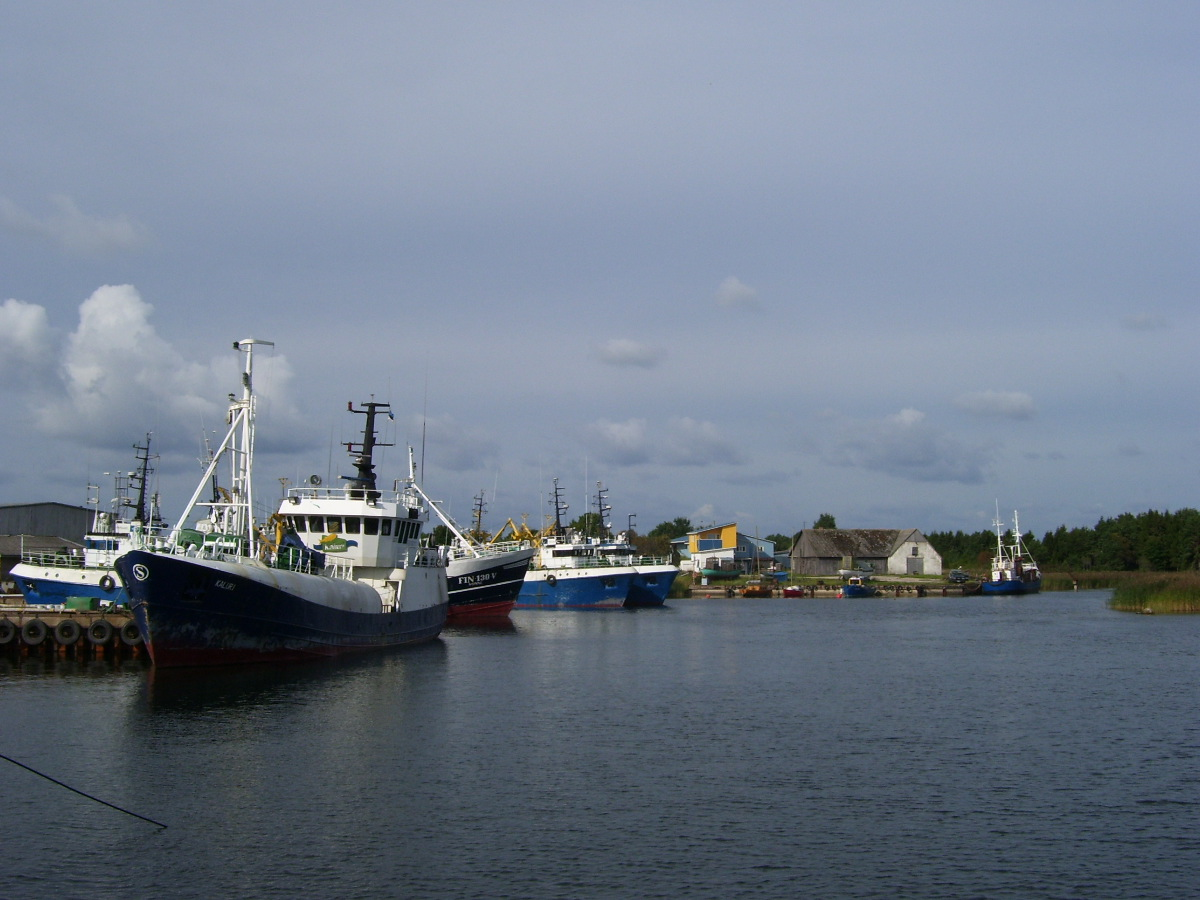
De haven
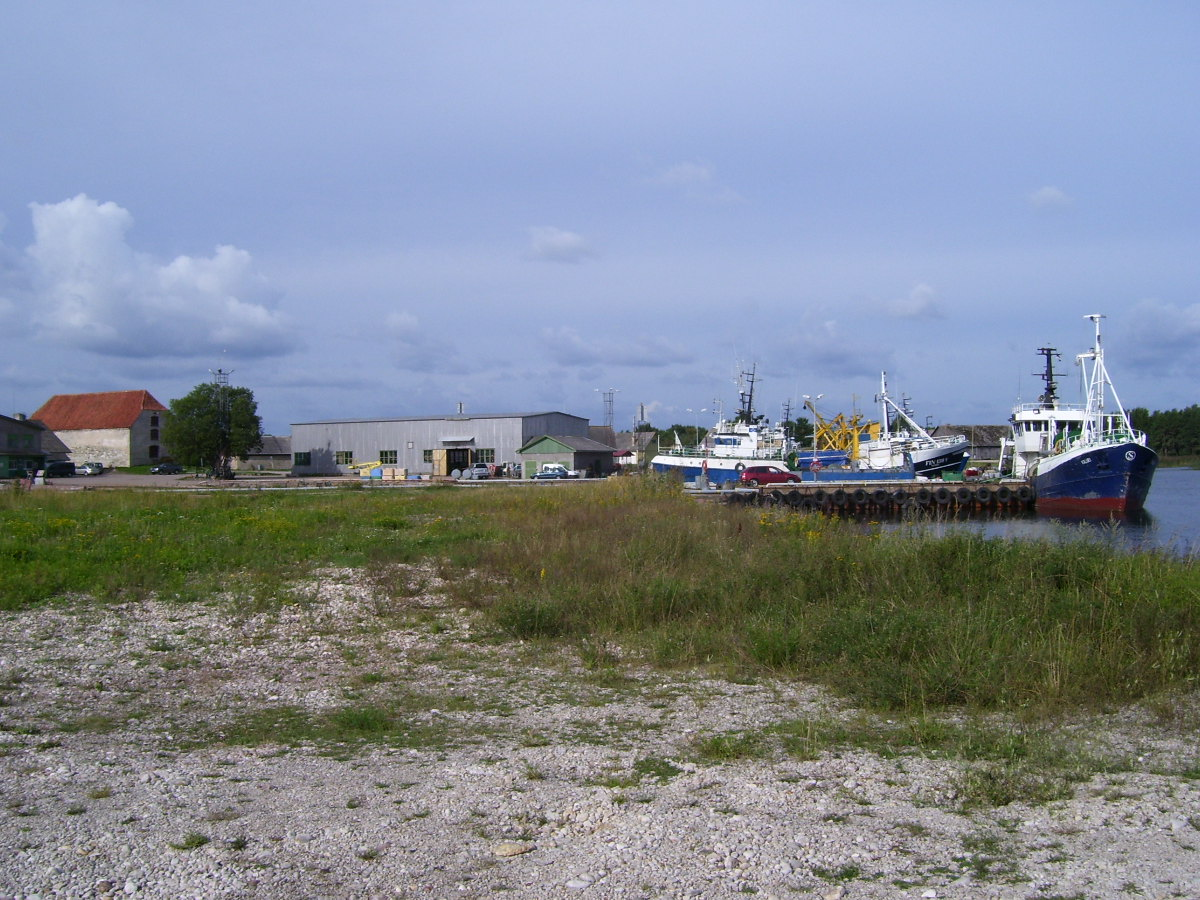
De haven
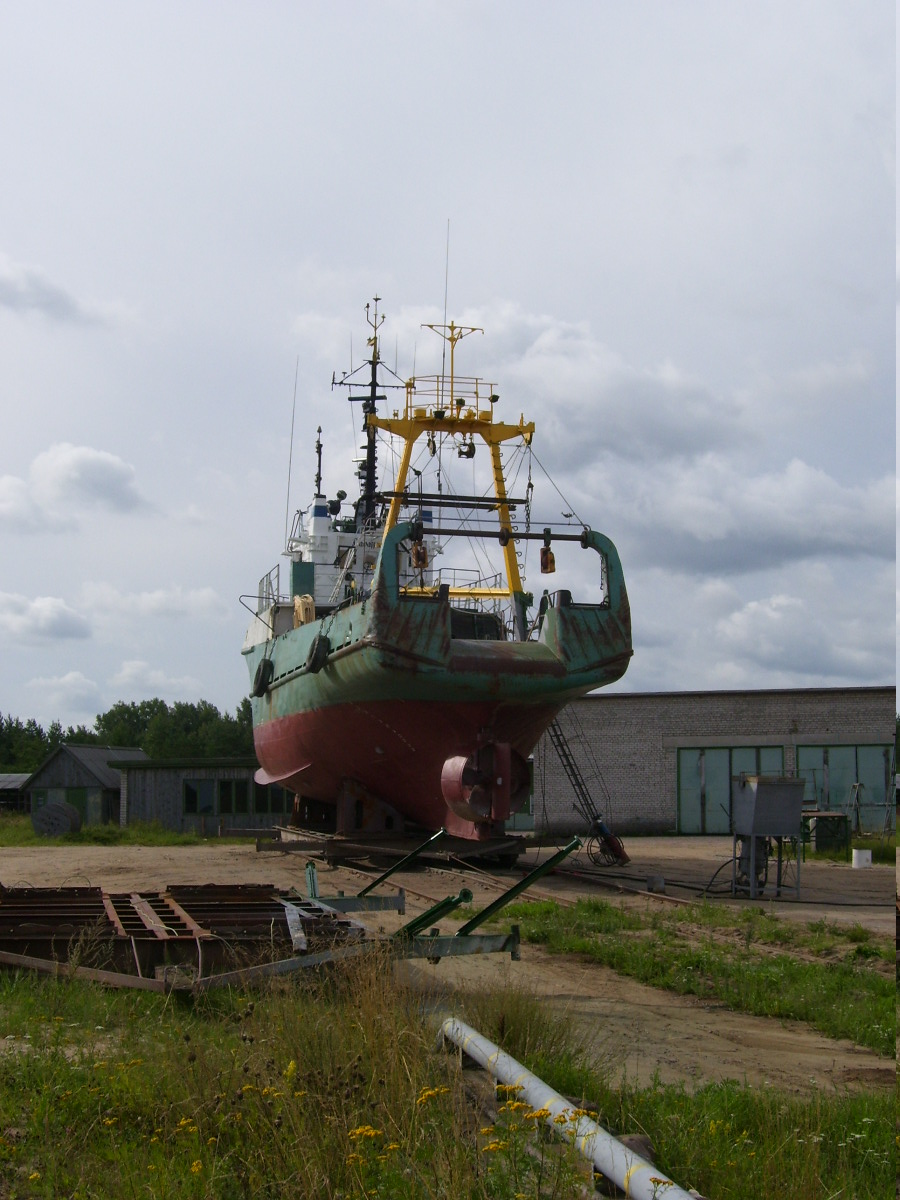
Schip in reparatie
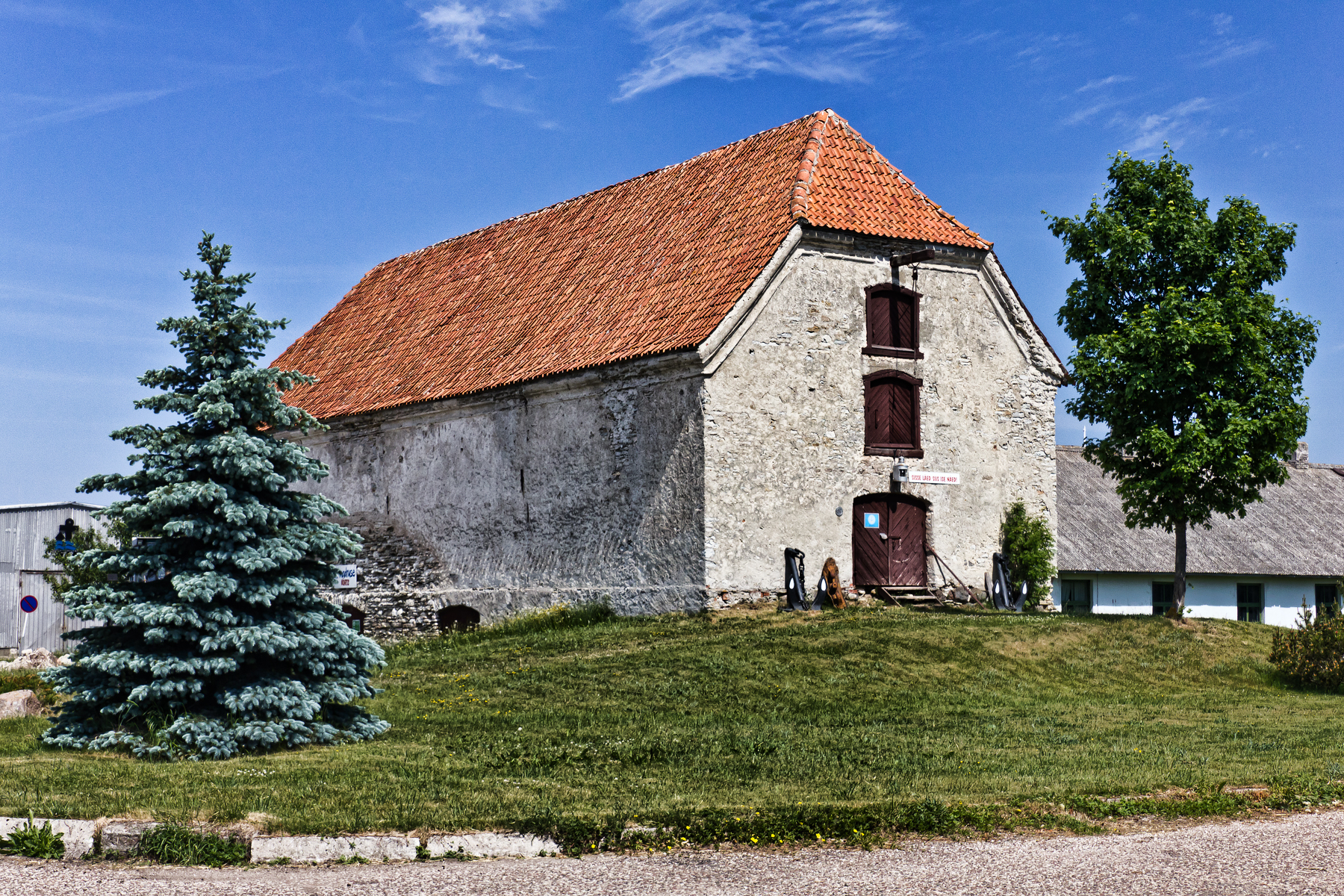
Opslagloods (op de monumentenlijst)